# Bacia do rio Parnaíba

Bacia do Parnaíba.

A bacia do rio Parnaíba é uma das doze regiões hidrográficas do território brasileiro, abrangendo quase totalmente o estado do Piauí, parte do Maranhão e uma pequena área do Ceará, totalizando 344.112 km². O rio Parnaíba é o principal da região, com aproximadamente 1.400 km de extensão. Apesar de o bioma predominante na bacia ser a Caatinga, esta é uma região de transição entre a Caatinga, a Floresta Tropical e a vegetação litorânea.
O maior adensamento urbano da região é a capital piauiense de Teresina. Toda a região é caracterizada por índices críticos de abastecimento de água, esgotamento sanitário e tratamento de esgotos. A escassez hídrica é historicamente apontada como causa do atraso econômico e social da região. Compõe junto com a bacia do Paraná e a do Amazonas, as três maiores bacias sedimentares brasileiras.